# Joung Da-Woon
Joung Da-Woon (en coreano: 정다운; Seúl, 23 de abril de 1989) es una deportista surcoreana que compite en judo. Ganó una medalla en los Juegos Asiáticos de 2014, y dos medallas en el Campeonato Asiático de Judo en los años 2011 y 2012.

## Palmarés internacional
| Juegos Asiáticos    | Juegos Asiáticos        | Juegos Asiáticos  | Juegos Asiáticos |
| Año                 | Lugar                   | Medalla           | Categoría        |
| ------------------- | ----------------------- | ----------------- | ---------------- |
| 2014                | Incheon (Corea del Sur) | Medalla de oro    | –63 kg           |
| Campeonato Asiático |                         |                   |                  |
| Año                 | Lugar                   | Medalla           | Categoría        |
| 2011                | Abu Dabi (EAU)          | Medalla de plata  | –63 kg           |
| 2012                | Taskent (Uzbekistán)    | Medalla de bronce | –63 kg           |